# Екзонумия
Екзонумия е наука, изучаваща нумизматични предмети (като жетони, медали, нотгелд, финансови бонове, значки и ленти), различни от монети и хартиени пари. Освен строгата дефиниция, понятието се разширява до не-монети, които могат или не могат да бъдат законни разплащателни средства, като чекове, кредитни карти и други подобни документи.
Нумизматиката включва монети, банкноти и екзонумия.